# The Hurt Locker, Part Two
"The Hurt Locker, Part Two" er den femte episode af den sjette sæson af den amerikanske tv-serie Glee, og det er den 113. episode overordnet set. Episoden blev skrevet af seriens medskaber Ian Brennan, instrueret af Barbara Brown, og første gang sendt den 30. januar 2015 på Fox i USA. Det er den anden del af en todelt episode, der begyndte den 23. januar 2015 med episoden "The Hurt Locker, Part One".
Episoden finder sted da Principal Sue Sylvester fortsætter en begivenhed mellem New Directions og de rivaliserende showkor Vocal Adrenaline og Wablers. Sue forsøger fortsat at forene Kurt Hummel og Blaine Anderson, og hypnotiserer Sam Evans til at fortsætte sin falske forhold til Rachel Berry. I mellemtiden, søger Rachel desperat efter nye medlemmer til New Directions i et forsøg på at vinde turneringen.

## Plot
Som Vocal Adrenaline fuldender deres sidste sang, meddeler Principal Sue Sylvester (Jane Lynch), at hun er den eneste dommer for denne begivenhed, og at hun strækker den over en tre dages periode for, at give Kurt Hummel (Chris Colfer ) og Rachel Berry (Lea Michele ) mere tid, til at finde nogle yderligere medlemmer, da New Directions ikke har de krævede tolv medlemmer for officielle showkor konkurrencer. Rachel er utilfreds med Will Schuester (Matthew Morrison), fordi han brød deres aftale om at få Vocal Adrenaline til at klare sig dårligt. Kurt foreslår, at Rachel forsøge at rekruttere tidligere New Dictions medlem Kitty Wilde (Becca Tobin), selv om hun åbenlyst har afslået, at genindtræde i gruppen. Kurt fortsætter med at date Walter (Harry Hamlin), mens Sue afbryder dem som servitrice, for at dem til at slå op med hinanden. Sue fortæller Becky Jackson (Lauren Potter), at hun har planer om at fange Kurt og hans tidligere forlovede Blaine Anderson (Darren Criss) i en form for lille lukket rum for at tvinge dem til at komme sammen igen. Rachel beder Kitty om, at slutte sig til New Directions, men hun er for knust over hendes tidligere erindringer der. Da wablers synger, bliver Kurt og Blaine fanget i en falsk elevator.
Sue re-hypnotiserer Sam Evans (Chord Overstreet), for at overbevise Rachel om, at de skal bruge forfærdelige sange til deres præstationer. Den næste dag, savnes Kurt og Blaine stadig, og Sam (under hypnose) giver sangene til Rachel, mens han bekender sin kærlighed til hende, men Rachel knipser med hendes fingre for at bryde hans trance, og beder Sam om at søge efter Kurt, og forsøger at finde nogle nye sangere. I elevatoren, bliver Kurt og Blaine mødt af en dukke, der ligner Sue og Billy the Puppet der afslører, at Kurt og Blaine skal kysse lidenskabeligt for at undslippe. Kitty skifter mening, og accepterer at slutte sig til New Directions, og hjælper Rachel med at hacke sig ind Sues computer, for at få adgang til et hemmeligt spilleliste med musik, som Sue er følelsesmæssigt knyttet til. Sam møder op med Spencer Porter (Marshall Williams) og forsøger at overbevise ham om, at han skal slutte sig til New Directions. Efter en diskussion med politimand og tidligere træner for Haverbrook Deaf Choir Dalton Rumba (Michael Hitchcock), overbeviser Rachel Jane Hayward (Samantha Marie Ware), Roderick (Noah Guthrie), Mason McCarthy (Billy Lewis Jr.) og Madison McCarthy (Laura Dreyfuss) til at stole på hendes sidste-minuts ændring af sange. Spencer accepterer endelig at blive medlem af New Directions. Rachel og Will undskylder til hinanden, da de indser at Sue der forsøgte at skabe splid mellem dem.
New Directions begynder deres præstation, imens Kurt og Blaine kysser lidenskabeligt, at give dem mulighed for at blive befriet. Sangene rører Sues følelser til det punkt, hvor hun annoncerer New Directions som vinderen af begivenheden, med Vocal Adrenaline på andenpladsen, og Wablers på tredjepladsen. Vocal Adrenalines leder Clint (Max George) beskylder Will for at lade dem tabe. Sue fortæller Will, at sangene også har fjernet hendes vrede for Will. Kurt og Blaine konfrontere Sue over kidnapningen og præcisere, at det kun har hjulpet dem med at komme over enhver vrede de havde siden deres brud. Tilbage i hendes lagerrum, afslører Sue overfor Becky, at disse begivenheder alle var en del af hendes igangværende plan.

## Eksterne links
- The Hurt Locker, Part Two på Internet Movie Database (engelsk)
- The Hurt Locker, Part Two hos TV.com (engelsk)